# Kellershammer
Kellershammer ist eine Ortslage in der bergischen Großstadt Solingen. Sie geht auf im 17. Jahrhundert errichtete Hammerwerke am dortigen Eschbach zurück, die Kellershämmer.

## Lage und Beschreibung
Kellershammer befindet sich abseits der geschlossenen städtischen Bebauung im Solinger Stadtbezirk Burg/Höhscheid, unmittelbar an der Stadtgrenze zu Remscheid und Wermelskirchen. Der Ort liegt im Eschbachtal entlang der Landesstraße 407, die Burg an der Wupper mit Remscheid verbindet. Die Straße trägt im Bereich des Ortes auch den Namen Kellershammer. Kellershammer ist von bewaldeten Steilhängen umgeben, südlich liegt der nach dem Ort benannte Kellerhammersberg. Im Ort mündet außerdem der Lobach von Norden in den Eschbach. Im Norden befindet sich auf Remscheider Stadtgebiet das Naturschutzgebiet Hammertal, daran angrenzend im Westen von Kellershammer liegt das Naturschutzgebiet Erlenauwald bei Kellershammer, das kleinste der Solinger Naturschutzgebiete.
Kellershammer wird bis heute geprägt durch seine historische Zweiteilung in Kellershammer I (Lage) und Kellershammer II (Lage), die auf die beiden Hammerwerke zurückgeht. Kellershammer I wird gewerblich genutzt ebenso wie Kellershammer II, in dem ein Fensterbaubetrieb angesiedelt ist.
Benachbarte Orte sind bzw. waren (von Nord nach West): Hüttenhammer, Tyrol, Ehringhausen, Johanneshammer, Altenhammer, Walzwerk, Neuwerk, Westhausen und Unterreinshagen.

## Etymologie
Der Ortsname geht auf auf den Burger Kellner (= Verwaltungsbeamter) Johann Bernhard von Francken zurück, der den ersten Kellershammer Ende des 17. Jahrhunderts errichtete. Die beiden Hämmer galten als Hämmer des Kellners, wodurch ihr Name entstand, der später in Kellershammer abgewandelt wurde. Auch die angrenzende Kellerstraße ist nach dem Ort benannt.

## Geschichte

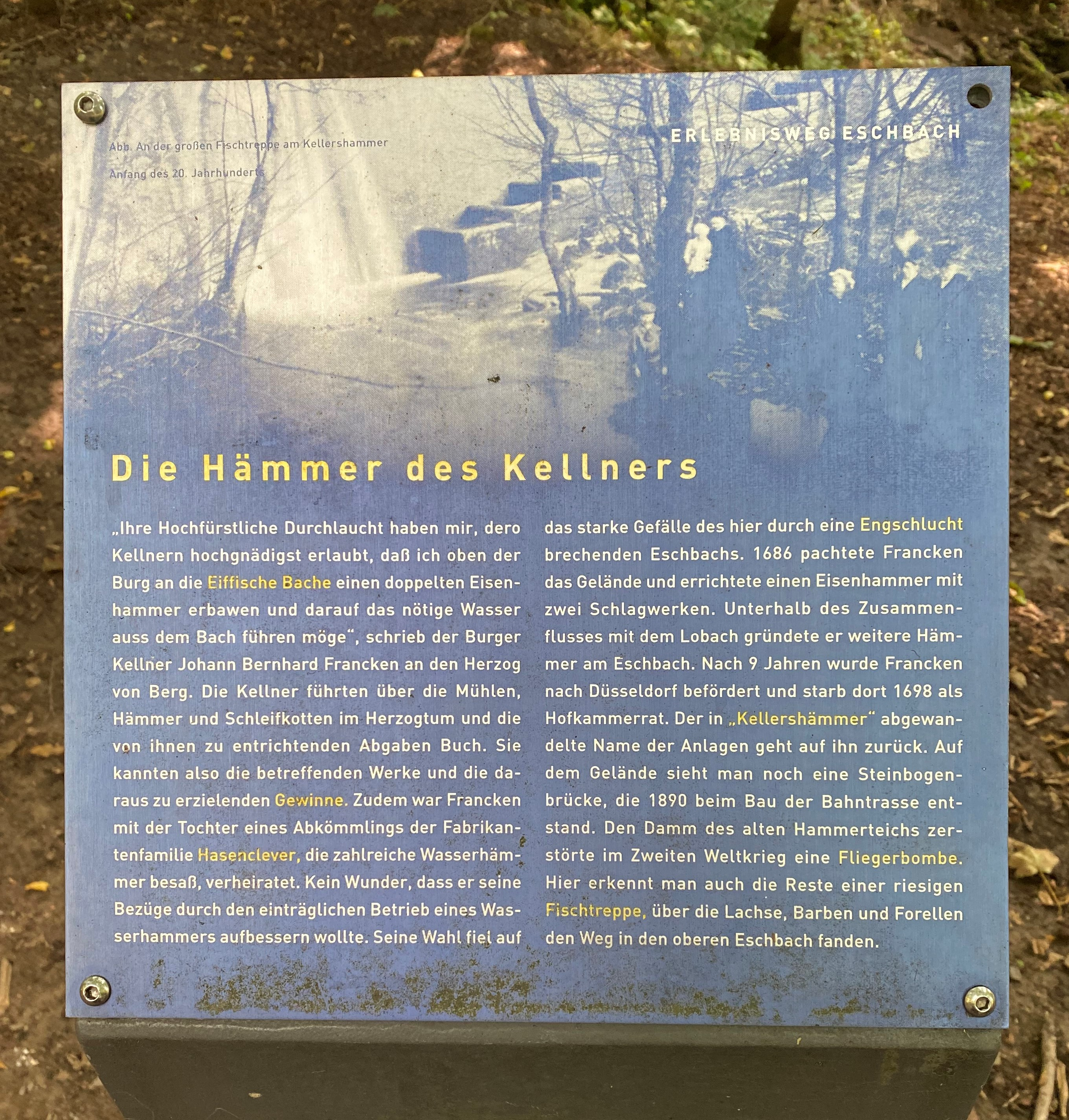
Infotafel Kellershammer des Erlebniswegs Eschbach

Um den wasserreichen Unterlauf des Eschbachs wirtschaftlich nutzen zu können, schlugen die Grafen von Berg diesen der Freiheit Burg zu. Aus diesem Grund bildet das untere Eschbachtal bis heute einen langgezogenen Streifen, der zu Solingen gehört, und der in die beiden Stadtgebiete von Remscheid und Wermelskirchen hineinragt. An der Spitze dieses Streifens wurden Ende des 17. Jahrhunderts die Kellershämmer angelegt.
Am sogenannten Teufelsteich an der Mündung des Lobach in den Eschbach errichtete der Burger Kellner Johann Bernhard von Francken 1686 den ersten Kellershammer. Es handelte sich bei dem Reckhammer um einen Doppel-Eisenhammer. Produziert wurden zumeist klassische Remscheider Waren wie etwa Sensen. Unterhalb der Mündung des Lobach errichtete von Francken noch zwei weitere Hämmer, wobei der untere Kellershammer später als Neuwerk bezeichnet wurde. Von Francken hatte sich in die Remscheider Familie Hasenclever aus Ehringhausen eingeheiratet, die bereits mehrere Hammerwerke im Umkreis betrieb. So gelangten später auch die Kellershämmer in den Besitz der Familie Hasenclever. Von den Kellershämmern über das Walzwerk bis zum Neuwerk erstreckte sich im 19. Jahrhundert mehrere teils zusammenhängende Betriebe. Im 20. Jahrhundert gelangten die Kellershämmer in den Besitz des Unternehmens P. D. Rasspe aus Solingen, die auch den Luhnshammer und die Fabrik in Neuwerk zur Produktion von Landmaschinenteilen nutzte.:12
Kellershammer gehörte nach Gründung der Mairien und späteren Bürgermeistereien zur Bürgermeisterei Burg, die im Jahre 1856 das Stadtrecht erhielt. Im Jahr 1816 ist der als Kellershammer bezeichnete Ort weiterhin ein Teil der Bürgermeisterei Burg. Im Jahr 1832 ist der als Kellershammer bezeichnete Ort mit 16 Einwohnern eine der damals neun Ortslagen der Bürgermeisterei. 1864 wurden 8 Einwohner gezählt. Im Jahr 1970 zählte der Ort 30 Einwohner.:1
Über Kellershammer führte auch die ab 1889 erbaute Schmalspurbahn Wermelskirchen-Burger Eisenbahn zwischen dem Burger Bahnhof und der Eschbachtalsperre. Im Ort ist noch eine historische Steinbogenbrücke erhalten, die über den Eschbach führt und über die früher die Gleise führte. Der Bahnbetrieb wurde im Jahre 1930 wieder eingestellt.
Im Zuge des Düsseldorf-Gesetzes wurde Kellershammer zum 1. Januar 1975 mit der Stadt Burg an der Wupper in die Stadt Solingen eingemeindet. Heute werden die Gebäude in Kellershammer weiterhin gewerblich genutzt, darunter durch eine Fensterbaufirma.